# François-Joseph-Victor Broussais
François-Joseph-Victor Broussais (francès: François Broussais)  (Sant-Maloù, 14 de desembre de 1772 - Vitry-sur-Seine, 17 de novembre de 1838) va ser un metge francès.
François-Joseph-Victor Broussais va néixer a Saint-Maloù. Del seu pare, que també era metge, va rebre les seves primeres instruccions en medicina, i va estudiar durant uns anys en un col·legi de Dinan que portava el seu nom, 'Collège François Broussais'. Als disset anys va ingressar en un dels regiments republicans recentment formats, però la mala salut el va obligar a retirar-se al cap de dos anys. Va reprendre els seus estudis de medicina, i després va ser nomenat cirurgià a la marina. El 1799 va marxar a París, on va estudiar amb el metge, cirurgià i fisiòleg Xavier Bichat. L'enfocament de Bichat amb una forta connexió entre la patologia de la fisiologia també es pot reconèixer en les teories mèdiques de Broussais. El 1803 es va graduar com a M.D. i el 1805 es va unir de nou a l'exèrcit com a professional, i va servir a Alemanya i als Països Baixos. Va tornar a París, després va marxar de nou al servei actiu a Espanya.
El 1814 va tornar a París, i va ser nomenat professor adjunt a l'hospital militar de la Val-de-Grace, on va promulgar per primera vegada les seves opinions sobre la relació entre vida i estímul, i sobre la interdependència fisiològica i les simpaties dels diferents òrgans. Les seves conferències van comptar amb la presència d'un gran nombre d'estudiants, entusiasmats amb les seves noves teories.
Poc a poc les seves doctrines van triomfar i el 1831 va ser nomenat professor de patologia general a l'acadèmia de medicina. Cap al final de la seva vida va atreure un gran públic amb conferències sobre frenologia.

## Obres
El 1808 va publicar la seva «Histoire des phlegmasies ou inflammations chroniques»; i en «Examen de la doctrine médicale généralement adopte», que va comportar l'oposició de la facultat de medicina de París; El 1828 va publicar una obra «De l'irritation et de la folie». Quan es va emmalaltir d'indigestió, Broussais va aplicar de 50 a 60 sangoneres per tot el seu cos aproximadament 15 vegades.

## Teoria de la medicina
En desacord amb molts dels seus predecessors, com Laennec, Bayle i Louis, Broussais creia en la importància de la fisiologia. Creia que les malalties es produïen quan les funcions normals fallaven o es modificaven. La teoria de Broussais, coneguda com a fisiologia mèdica, argumentava que algunes malalties són només el resultat de la irritació a causa de l'excitació o l'estimulació. Aquesta fisiologia mèdica es va convertir en la forma més popular de teoria mèdica a París al segle xix. Es creu que la irritació va causar inflamació, que es va produir principalment al tracte gastrointestinal en la majoria de malalties. Aleshores, aquesta irritació passaria a altres òrgans «de manera simpàtica». Això va portar a Broussais a creure que una sagnia lleu podria curar totes les malalties. Broussais va defensar apassionadament l'ús de sangoneres en els procediments de sagnament, a causa de la creença que era més suau. Amb un pacient en particular, va prescriure que es col·loquessin al voltant de noranta sangoneres sobre el cos per a aquest propòsit. A més, Broussais creia que els malalts eren estènics i calia prescriure sedants.